# Ligament inghinal
Ligamentul inghinal ( /ˈɪŋɡwɪnəl/   ),  cunoscut sub numele de ligamentul lui Poupart sau ligamentul zonei inghinale, este o bandă cu plecare din tuberculul pubian către partea anterioară a spinei iliace antero-superioare. Acesta formează baza canalului inghinal, prin care se poate dezvolta o hernie inghinală indirectă.

## Anatomie
Ligamentul inghinal se desfășoară de la creasta iliacă anterioară superioară a ileusului până la tuberculul pubian al osului pubian. Este format prin aponevroza oblică abdominală externă și este continuă cu fascia lata a coapsei. 
Există unele neclarități privind aponevrozele. 
Structurile care trec profund pe lângă ligamentul inghinal includ: 
- mușchiul psoas major, mușchiul iliac, mușchiul pectineu
- nervul femural, artera femurală și vena femurală
- nervul cutanat lateral al coapsei
- limfaticele

## Fiziologie
Ligamentul are rolul de tensionare a țesuturilor moi, deoarece se derulează anterior de la trunchi la extremitatea inferioară. Această structură demarchează granița superioară a triunghiului femural.  De asemenea demarcează granița inferioară a triunghiului inghinal. 
Punctul mijlociu al ligamentului inghinal, situat la jumătatea distanței dintre coloana vertebrală iliacă anterioară superioară și tuberculul pubian, este reperul nervului femural. Punctul intermediar inghinal, la jumătatea distanței dintre coloana iliacă anterioară superioară și simfiza pubiană, este reperul pentru artera femurală. Arterele iliace externe trec posterior și inferior  ligamentului inghinal. 

## Istorie
Ligamentul inghinal este, de asemenea, denumit ligamentul lui Poupart, deoarece François Poupart i-a acordat relevanță în legătură cu reparația hernială, numindu-l „suspendatorul abdomenului” ( franceză "le suspenseur de l'abdomen"). Este uneori denumit ligamentul Fallopian.Ligamentul Colles este ligamentul reflex și nu ligamentul inghinal.  

## Imagini suplimentare

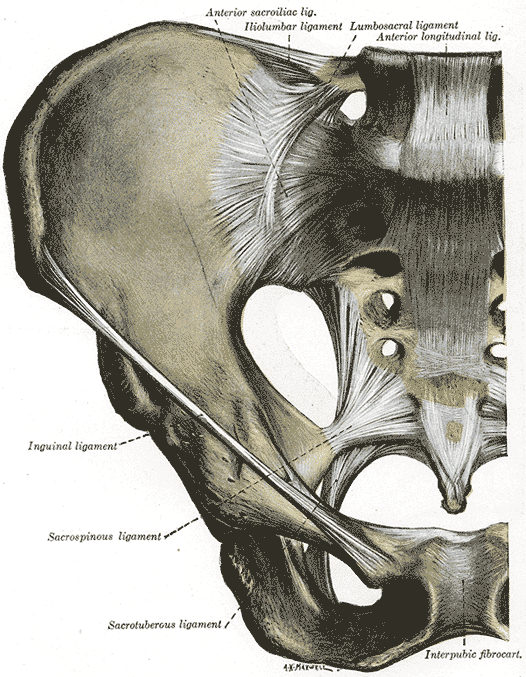
Articulations of pelvis. Anterior view.
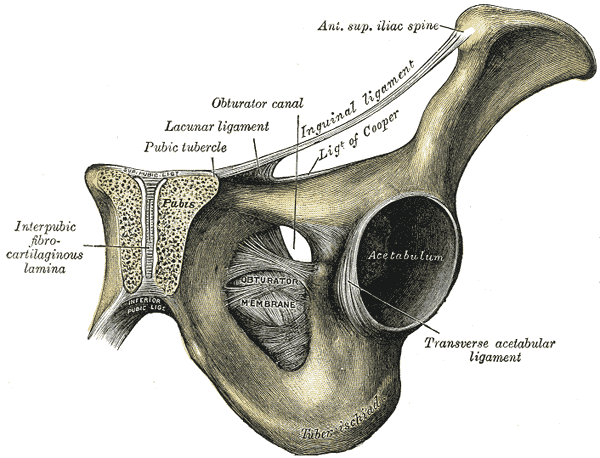
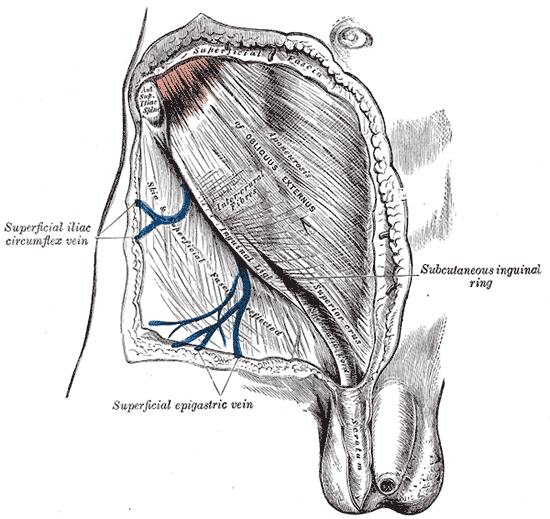
The subcutaneous inguinal ring.
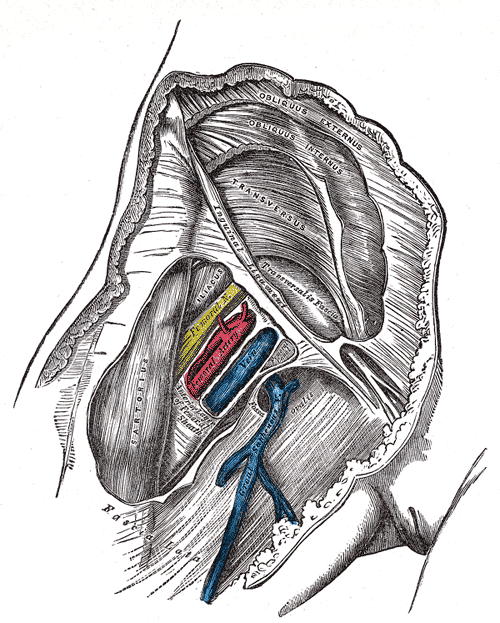
Femoral sheath laid open to show its three compartments.

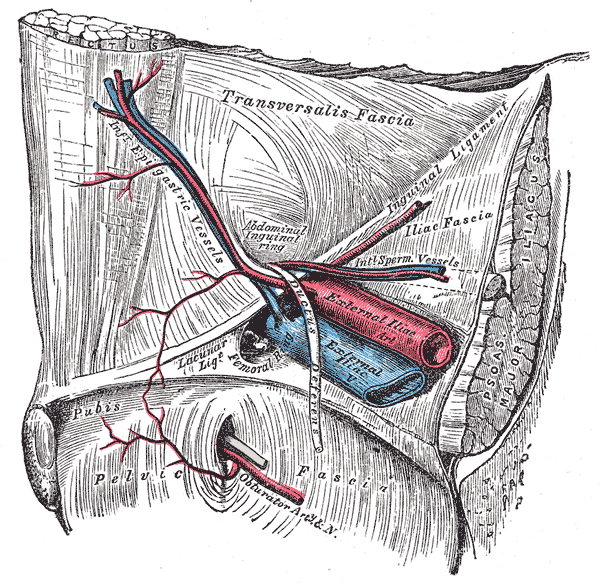
Relațiile inelelor inghinale femurale și abdominale, văzute din interiorul abdomenului. Partea dreapta.
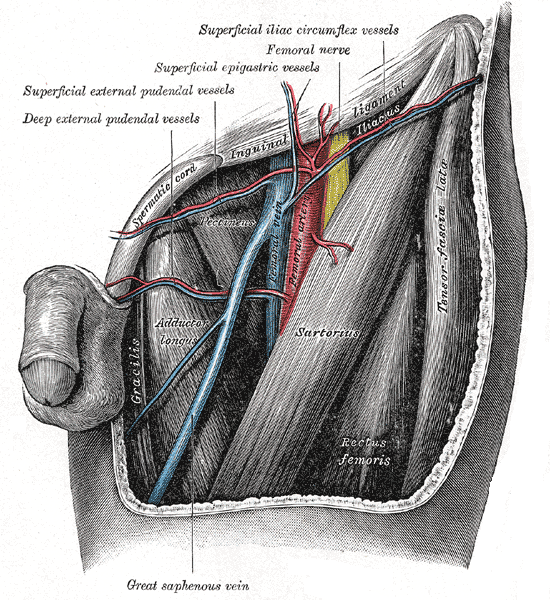
Triunghiul femural stâng.
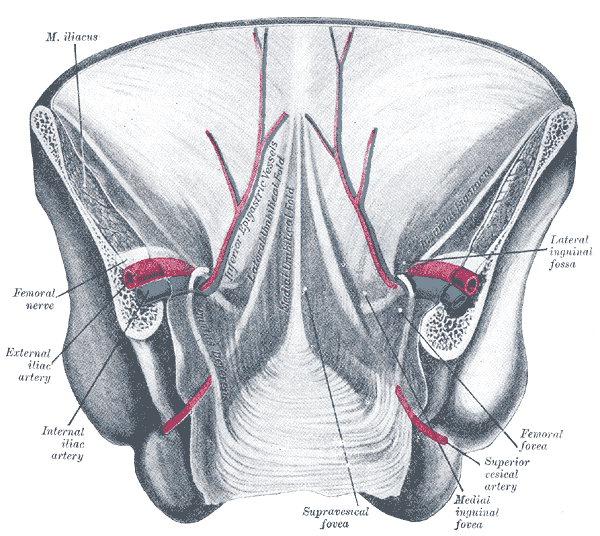
Vedere posterioară a peretelui abdominal anterior în jumătatea sa inferioară. Peritoneul este pe loc, iar diversele cabluri strălucesc.
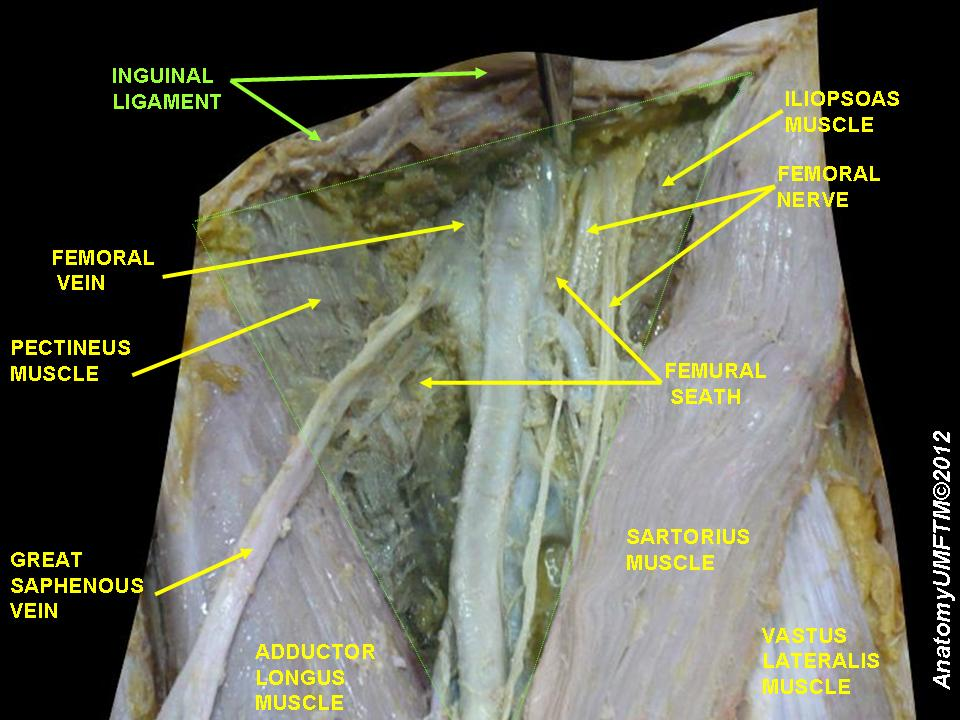
Ligament inghinal
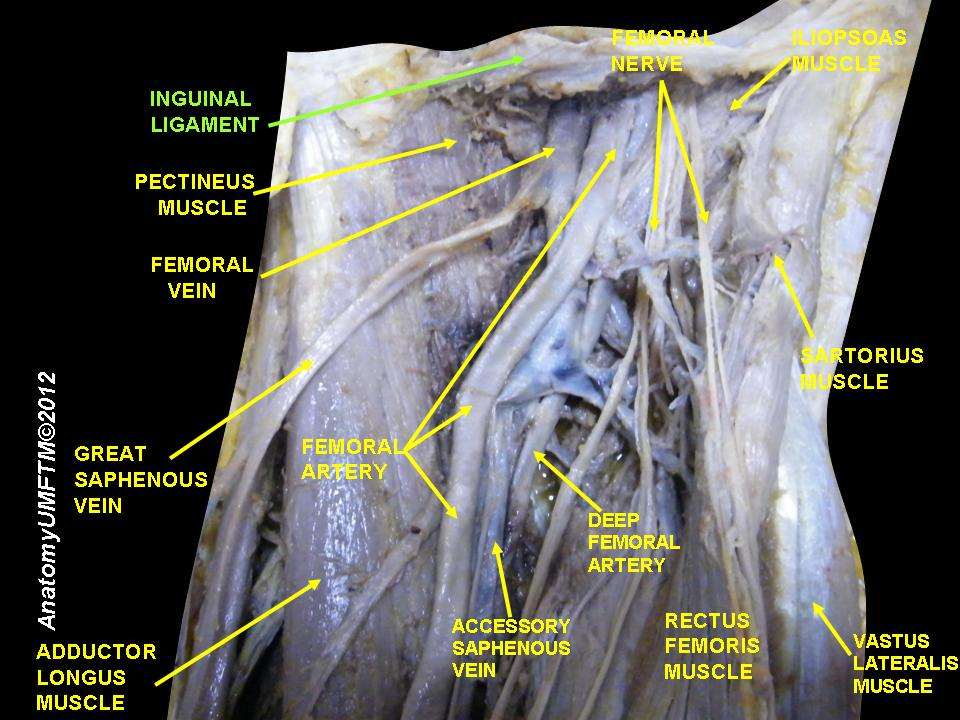
Ligament inghinal